# Questing Beast

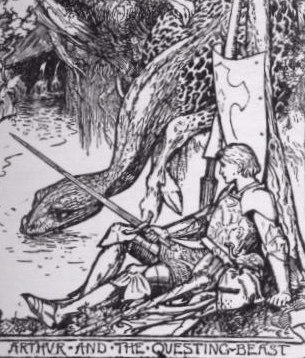
Ilustración que muestra a la Questing Beast y al Rey Arturo, 1904.

La beste glatisant o la questing beast (cuyo nombre en español sería «bestia aulladora») es una criatura mitólogica perteneciente a la leyenda del Rey Arturo. En los ciclos en prosa franceses, y por ello en Le morte d'Arthur, la caza de la bestia es objeto de misiones llevadas a cabo por los caballeros Pellinore, Sir Palamedes, y Sir Perceval. 
Se dice que la extraña criatura tiene la cabeza y el cuello de una serpiente, el cuerpo de un leopardo, las patas traseras de un león y los pies delanteros de un ciervo. Su nombre proviene del gran ruido que emite desde el vientre, el ladrido como "treinta sabuesos de búsqueda". 'Glatisant' se relaciona con la palabra francesa glapissant, "aullidos" o "ladridos", especialmente de los perros pequeños o zorros. La Bestia es una variante o visión mitológica medieval sobre las jirafas, cuyo nombre genérico en latín camelopardalis se originó a partir de sus primeras descripciones como un híbrido de camello y leopardo.
En la leyenda, Arturo ve a la bestia bebiendo de un lago justo después de despertarse de un sueño inquietante que anuncia la destrucción de su reino por Mordred. Arturo se acercó entonces al rey Pelinor, que confiesa que es búsqueda de su familia la caza de la bestia. Merlín revela que la bestia nació de una mujer, una princesa que se enamoró perdidamente de su propio hermano. Se acostó con un demonio que había prometido hacer que el joven la amara, pero el diablo la manipuló para que acusara al hermano de violación. Su padre ordenó que fuera destrozado por los perros como castigo. Antes de morir, sin embargo, el joven profetizó que su hermana daría a luz una abominación que haría los mismos sonidos que la jauría de perros que estaba a punto de matarlo.